# Faro de Montedor
El Faro de Montedor (en portugués: Farol de Montedor) es un faro situado en el lugar de Montedor, cerca de la ciudad de Viana do Castelo, Distrito de Viana do Castelo, Portugal. Es el faro más septentrional de Portugal.

## Historia
El faro de Montedor es uno de los faros que más retrasada ha visto su construcción. Figuraba entre los seis faros que mandó construir el Marqués de Pombal el 1 de febrero de 1758, también en el decreto de 12 de diciembre de 1826 en el que se proyectaba su construcción junto con los de Cabo de San Vicente, Berlenga, Cabo de Santa María y Cabo Mondego, de nuevo en el informe de la Inspección de Faros de 1872 en el que se recomendaba la instalación de una óptica de lentes de Fresnel de 2º orden y otra vez en 1882 por la Comisión de Faros y Balizas.
Por fin, el 9 de julio de 1903 se acuerda la construcción definitiva del faro de Montedor. Finalizado en 1910, entró en funcionamiento el 20 de marzo de ese año. Tenía instalada una óptica catadióptrica de lentes de Fresnel de 3.er orden y 500 mm de distancia focal, instalada sobre un mecanismo giratorio de relojería e iluminado por un candelero de petróleo de nivel constante, dando una característica de 3 destellos de luz blanca.
El 1 de enero de 1919 entró en funcionamiento una señal sonora. En 1926 fue tapado uno de los paneles de la óptica para emitir dos destellos en vez de tres con el fin de diferenciarse mejor del Faro de Leça. En 1936 se instaló una lámpara de incandescencia alimentada con vapor de petróleo. En 1939 dieron comienzo las obras de un edificio para instalar un radiofaro, que quedó en funcionamiento tres años más tarde. Este radio faro fue desactivado en 2001 al perder toda utilidad para la navegación.
El faro fue electrificado en 1947 instalándose una lámpara de 3.000 w. En 1952 se desmontó la señal sonora instalándose una sirena eléctrica. En 1983 se redujo la potencia de la lámpara a 1.000 w Finalmente el faro fue automatizado el 4 de diciembre de 1987.

## Características
El faro emite grupos de dos destellos de luz blanca en un ciclo total de 9,5 segundos. Tiene un alcance nominal nocturno de 22 millas náuticas.